# Ricardo Paciocco
Ricardo Paciocco (Valencia (Venezuela), 25 marzo 1961) è un allenatore di calcio ed ex calciatore italiano, di ruolo attaccante.

## Biografia
È nato nella città venezuelana di Valencia da padre abruzzese e madre argentina. Si è poi trasferito in Italia all'età di quattro anni, nel paese di Vacri, in provincia di Chieti, dove tuttora risiede.

## Carriera
Cresce calcisticamente nelle giovanili del Torino. Dal 1979 milita prima nella Rosetana e poi nel Teramo, ma è con lo Jesi che si fa notare, siglando, in due stagioni in Serie C2, 26 reti in 60 partite che gli valgono la chiamata del Milan. Con i rossoneri allenati da Ilario Castagner, appena tornati in Serie A, l'attaccante colleziona solo 4 presenze (di cui 2 in campionato), tutte da subentrante. L'esordio con i lombardi risale al 24 agosto 1983 in Coppa Italia contro il Padova.
Nell'ottobre 1983 viene ceduto al Lecce, alla cui prima promozione in Serie A contribuisce con 9 gol nel campionato di Serie B 1984-1985. In quattro stagioni con i salentini mette a segno 15 gol in 104 presenze tra massima serie e serie cadetta. Nel 1987 viene ceduto al Pisa, con cui totalizza 21 presenze e una rete in Serie A. Tornato al Lecce, stavolta in massima serie, nel 1988-1989 segna 2 gol in 26 presenze sotto la guida di Carlo Mazzone.
Nel 1989 passa alla Reggina, in Serie B. In Reggina-Triestina (2-1), valida per il campionato di Serie B 1989-1990, calcia al 91' un calcio di rigore con una rabona.
Ha totalizzato complessivamente 74 presenze e 5 reti in Serie A con le maglie di Milan, Lecce e Pisa.

## Palmarès

### Giocatore

#### Competizioni nazionali
- Serie B: 1

Lecce: 1984-1985

#### Competizioni internazionali
- Coppa Mitropa: 1

Pisa: 1987-1988